# Arnebia densiflora
Arnebia densiflora es una especie perteneciente a la familia Boraginaceae. Es originaria de Grecia y Turquía.

## Descripción
Arnebia densiflora es una planta peluda, que alcanza un tamaño de 25 a 40 cm de altura, con raíz gruesa, leñosa. Las hojas basales lanceoladas, miden de 10 a 15 cm de largo. Flores amarillas  de 12 a 16 mm de diámetro están presentes en cimas densas. Florece en verano.

## Hábitat
Es una planta que prefiere las zonas de montaña y lugares de suelos rocosos secos y soleados.

## Taxonomía
Arnebia densiflora fue descrita por (Nordm.) Ledeb. y publicado en Flora Rossica sive Enumeratio Plantarum in Totius Imperii Rossici Provinciis Europaeis, Asiaticis, et Americanis Hucusque Observatarum 3(1,8): 140. 1847
Etimología
Arnebia: nombre genérico que deriva del nombre árabe shajaret el arneb.
densiflora: epíteto latino que significa "denso de flores".
Sinonimia
- Lithospermum densiflorum Ledeb.
- Macrotomia cephalotes (A. DC.) Boiss.
- Macrotomia densiflora (Ledeb.) McBride[4]